# Nabari, Mie
Nabari (名張市 Nabari-shi) là một thành phố thuộc tỉnh Mie, Nhật Bản.